# Sierakowice (gmina)
Sierakowice est une gmina rurale du powiat de Kartuzy, Poméranie, dans le nord de la Pologne. Son siège est le village de Sierakowice, qui se situe environ 21 km à l'ouest de Kartuzy et 49 km à l'ouest de la capitale régionale Gdańsk.
La gmina couvre une superficie de 182,36 km2 pour une population de 20 686 habitants en 2022.

## Géographie
La gmina inclut les villages d'Ameryka, Bącka Huta, Bór, Borowy Las, Bukowo, Ciechomie, Dąbrowa Puzdrowska, Długi Kierz, Dolina Jadwigi, Gowidlinko, Gowidlino, Gowidlino-Wybudowanie, Jagodowo, Janowo, Jelonko, Kamienica Królewska, Kamienicka Huta, Kamienicki Młyn, Kamionka Gowidlińska, Karczewko, Karłowo, Karwacja, Kokwino, Koryta, Kowale, Kujaty, Kukówka, Łączki, Lemany, Leszczynki, Lisie Jamy, Łyśniewo Sierakowickie, Migi, Moczydło, Mojusz, Mojuszewska Huta, Mrozy, Nowa Ameryka, Nowalczysko, Olszewko, Paczewo, Pałubice, Patoki, Piekiełko, Poljańska, Poręby, Przylesie, Puzdrowo, Puzdrowski Młyn, Rębienica, Sierakowice, Sierakowice-Wybudowanie, Sierakowska Huta, Skrzeszewo, Smolniki, Sosnowa Góra, Srocze Góry, Stara Huta, Stara Maszyna, Szklana, Szopa, Szramnica, Tuchlinek, Tuchlino, Welk, Wygoda Sierakowska, Załakowo et Zarębisko.
La gmina borde les gminy de Cewice, Chmielno, Czarna Dąbrówka, Kartuzy, Linia, Parchowo, Stężyca et Sulęczyno.

### Jumelage
- Saint-Ghislain (Belgique) depuis 2005